# Военные потери (фильм)
«Вое́нные поте́ри» (варианты перевода — «Спи́сок поги́бших», «Же́ртвы войны́», англ. Casualties of War) — американский художественный фильм в жанре драмы режиссёра Брайана Де Пальмы, вышедший на экраны в 1989 году. Лента основана на документальной книге Дэниела Лэнга, вышедшей в 1969 году. В 1990 году фильм был номинирован на премию «Золотой глобус» за лучшую оригинальную музыку (Эннио Морриконе).

## Сюжет
Фильм основан на реальных событиях. Действие происходит во время Вьетнамской войны в 1966 году. Группа американских разведчиков, отправившись на задание, совершает преступление — они похищают из соседней деревни вьетнамскую девушку с целью изнасилования. Молодой солдат Эриксон против этих действий, однако страх перед сослуживцами не позволяет ему их предотвратить. В ходе стычки с вьетнамцами командир приказывает убить девушку.
После этого Эриксон жалуется на сослуживцев в военную полицию и своему командиру, однако те решают скрыть этот факт и намекают на готовность сослуживцев Эриксона убить его. По счастливой случайности, он остаётся жив.
Эриксон признаётся капеллану в том, что произошло, и только после того, как капеллан доложил об этом в соответствующие инстанции, преступники понесли наказание.

## В ролях
- Майкл Джей Фокс — рядовой первого класса Макс Эриксон
- Шон Пенн — сержант Тони Мизерв
- Дон Харви — капрал Томас Кларк
- Джон Райли — рядовой первого класса Херберт Хатчер
- Джон Легуизамо — рядовой первого класса Антонио Диас
- Тхюи Тху Ле — Оан
- Винг Рэймс — лейтенант Райли
- Холт Маккэлани — лейтенант Креймер
- Сэм Робардс — капитан Кирк, капеллан
- Вито Ругинис — прокурор
- Стивен Болдуин — солдат

## Интересные факты
- Чтобы добиться от Майкла Джей Фокса нужной режиссёру реакции, Шон Пенн перед каждым дублем высказывал актёру претензии, заявляя, что Фокс ничего собой не представляет и является лишь очередным сериальным актёришкой.
- Для сцен с обнажённой героиней был использован двойник, так как в странах Юго-Восточной Азии обнажение на экране — табу для женщин.
- Первый фильм в карьере Джона Си Райли.
- Эриксон засыпает в городском трамвае города Сан-Франциско. Именно там снимались пролог и эпилог фильма.
- Кларк поёт строчку из песни The Doors, «Hello, I Love You», «Hello, I Love You» был выпущен в качестве сингла в июне 1968 года. Однако события, изображённые в фильме, произошли в 1966 году.
- В начале и конце фильма Эрикссон ездит в Muni Metro в Сан-Франциско, который был открыт в 1980 году, однако другой пассажир читает газету с заголовком «Никсона в отставку», но газеты с такими заголовками издавались в августе 1974 года.